# Don't Let Go the Coat/You
Don't Let Go the Coat/You è un singolo dei The Who pubblicato nel 1981.

## Tracce
Lato A
1. Don't Let Go the Coat – 3:43 (Pete Townshend)

Lato B
1. You – 4:30 (John Entwistle)